# Goran Gatarić

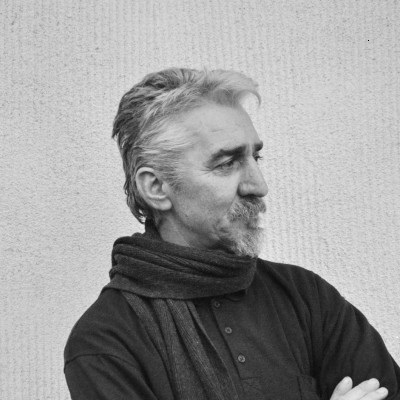
Goran Gatarić

Goran Gatarić (Subotinje, 14 oktober 1961) is een Servische kunstschilder.

## Leven
Gatarić werd op 14 oktober 1961 in Subotinje (gemeente Kakanj, Bosnië en Herzegovina) geboren. Hij woonde en werkte in Zenica en Sarajevo. In het begin van de jaren '90 verhuisde hij naar Milaan en bracht hij een paar jaar in Italië door. Gedurende die tijd ontmoette hij de kunstcriticus Maria Campitelli, die hem adviseerde om in Italië te blijven en daar carrière te maken. Maar vanwege de Bosnische Burgeroorlog keerde hij naar zijn vaderland terug. Tijdens die oorlog heeft hij kunst voortgebracht die toen vooral door de militairen van de Stabilization Force (SFOR) werd gekocht. Na de oorlog verhuisde hij naar Bratunac, Bosnië en Herzegovina, waar hij tentoonstellingen van zijn werk organiseerde. 
Tegenwoordig woont hij op het platteland in Mačva, Servië.

## Tentoonstellingen en prijzen
- 1988, Zenica, Bosnië en Herzegovina. Groepstentoonstelling, collectie Tomislav Perazić.
- 1994, Ilidža, Sarajevo, Bosnië en Herzegovina. Bijeenkomst van de kunstenaars van de Servische Republiek, eersteprijswinnaar.
- 1994, Novi Sad, Servië. Zelfstandige tentoonstelling van Oost-Sarajevo.
- 1996, Ljubovija, Bosnië en Herzegovina, zelfstandige tentoonstelling.
- 1997, Pale, Bosnië en Herzegovina. De Kunstenaarskolonie van Pale.
- 1999, Bratunac, Bosnië en Herzegovina. Groepstentoonstelling.
- 2000, Zvornik, Bosnië en Herzegovina. Groepstentoonstelling (collecties Goran Gatarić, Branko Nikitović, Obren Krstić).

In 2016 zijn schilderijen van zijn hand in bezit van bekende Serviërs zoals Nikola Kojo, Dragan Bjelogrlić, Mira Bulatović, Nikola Koljević, Isidora Bjelica en Željko Samardžić. Zijn werk is ook te vinden in het Nationaal Theater in Novi Sad, Servië.

## Externe link

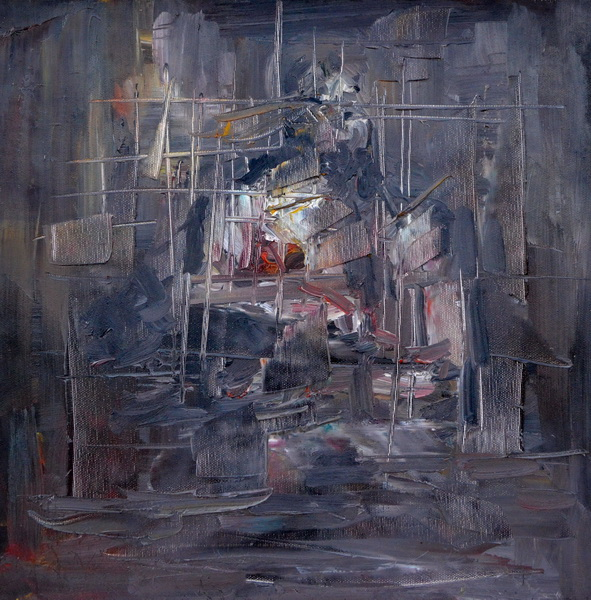
The Path of Christ, 40×40, olieverf op doek

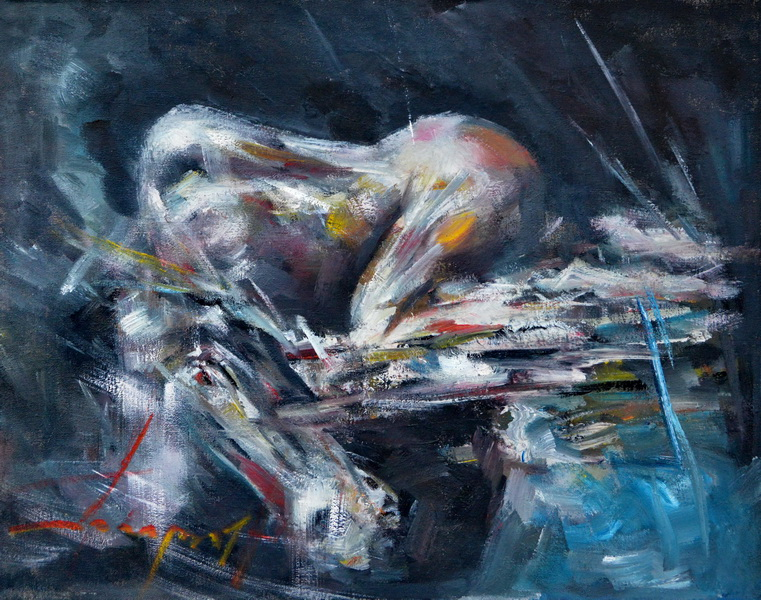
Woman At the Dock ll, 40×50,5, olieverf op doek

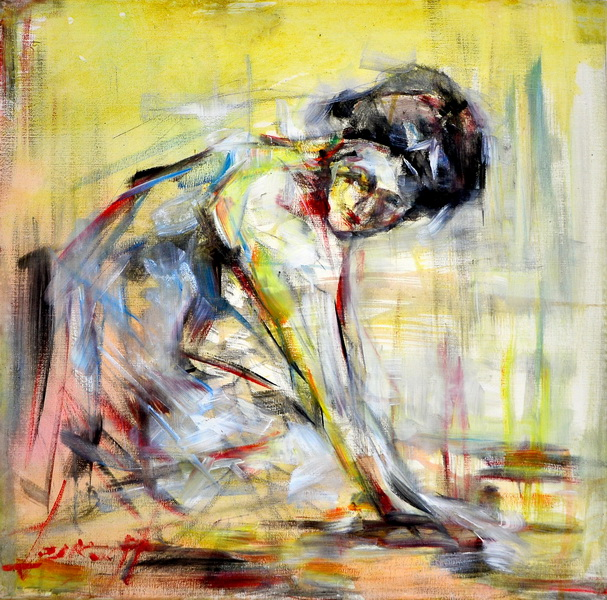
Cleaning Lady, 50×50, olieverf op doek

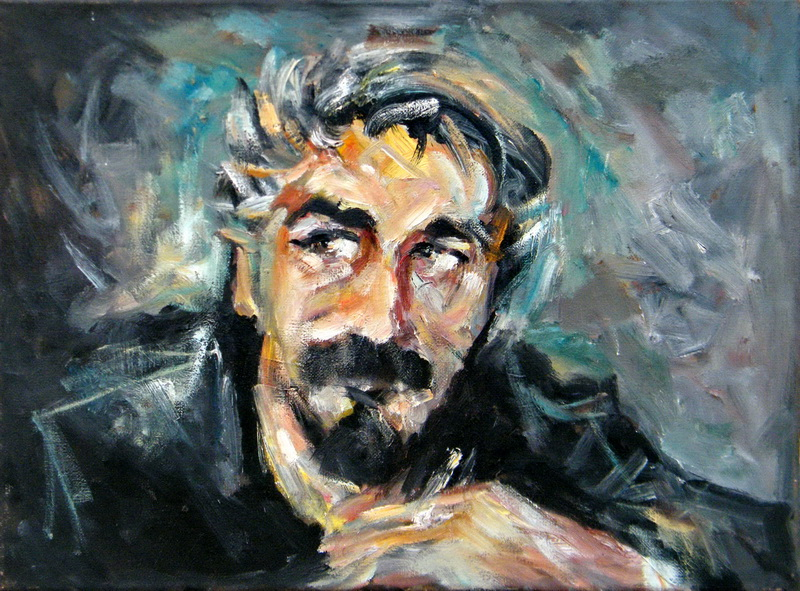
Zelfportret, 30×40, olieverf op doek

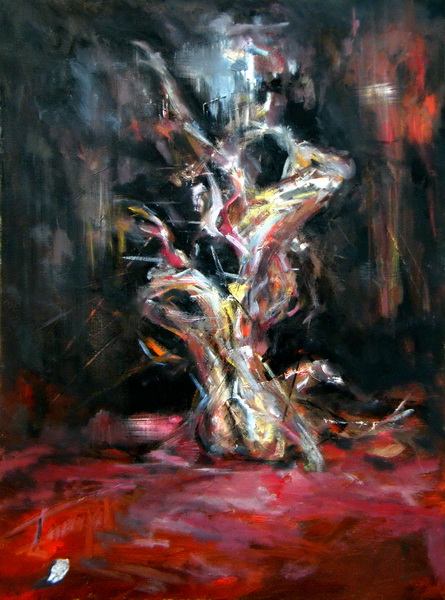
The Birth, 80×60, olieverf op doek